# 2006-os U21-es labdarúgó-Európa-bajnokság
A 2006-os U21-es labdarúgó-Európa-bajnokság a tizenötödik ilyen jellegű labdarúgótorna volt ebben a korosztályban, melyet 2006. május 23. és június 4. között rendeztek meg Portugáliában. Az Európa-bajnoki címet Hollandia szerezte meg.

## Selejtezők
A sorozatban induló 48 válogatottat 8 csoportba sorsolták. A selejtezők után a 8 csoportgyőztes és a 8 csoport második folytathatta és nyolcaddöntők keretein belül összesorsolták őket. Itt oda-visszavágós alapon megmérkőztek egymással. Az így kialakult 8 résztvevő közül választották ki később a torna házigazdáját.

## Résztvevők
| - Dánia - Franciaország - Hollandia - Németország | - Olaszország (címvédő) - Portugália (rendező) - Szerbia és Montenegró - Ukrajna |

## Csoportkör
| Színmagyarázat                                                     |
| ------------------------------------------------------------------ |
| A csoportok első és második helyezettjei bejutottak az elődöntőbe. |
| A csoportok harmadik illetve negyedik helyezettjei kiestek.        |

### A csoport
| Csapat                | M | Gy | D | V | G+ | G– | Gk | P |
| --------------------- | - | -- | - | - | -- | -- | -- | - |
| Franciaország         | 3 | 3  | 0 | 0 | 6  | 0  | +6 | 9 |
| Szerbia és Montenegró | 3 | 1  | 0 | 2 | 2  | 3  | –1 | 3 |
| Fehéroroszország      | 3 | 1  | 0 | 2 | 1  | 4  | –3 | 3 |
| Horvátország          | 3 | 1  | 0 | 2 | 1  | 3  | –2 | 3 |

| 2006. május 23. 17:15 |

| Szerbia és Montenegró | 0–1               | Németország  |
| --------------------- | ----------------- | ------------ |
|                       | (0–0) Jegyzőkönyv | Polanski 61' |

| Estádio Cidade de Barcelos, Barcelos Játékvezető: Serge Gumienny (belga) |

| 2006. május 23. 19:45 |

| Portugália | 0–1               | Franciaország    |
| ---------- | ----------------- | ---------------- |
|            | (0–1) Jegyzőkönyv | Vale 41' (öngól) |

| Estádio Municipal de Braga, Braga Játékvezető: Howard Webb (angol) |

| 2006. május 25. 17:15 |

| Franciaország                               | 3–0               | Németország |
| ------------------------------------------- | ----------------- | ----------- |
| Sinama Pongolle 45' Gouffran 71' Mavuba 75' | (1–0) Jegyzőkönyv |             |

| Estádio D. Afonso Henriques, Guimarães Játékvezető: Alberto Undiano Mallenco (spanyol) |

| 2006. május 25. 19:45 |

| Portugália | 0–2               | Szerbia és Montenegró              |
| ---------- | ----------------- | ---------------------------------- |
|            | (0–1) Jegyzőkönyv | Zé Castro 17' (öngól) Ivanović 65' |

| Estádio Cidade de Barcelos, Barcelos Játékvezető: Martin Hansson (svéd) |

| 2006. május 28. 19:45 |

| Németország | 0–1               | Portugália     |
| ----------- | ----------------- | -------------- |
|             | (0–0) Jegyzőkönyv | Moutinho 90+4' |

| Estádio D. Afonso Henriques, Guimarães Játékvezető: Alon Yefet (izraeli) |

| 2006. május 28. 19:45 |

| Franciaország                | 2–0               | Szerbia és Montenegró |
| ---------------------------- | ----------------- | --------------------- |
| Bergougnoux 33' Toulalan 54' | (1–0) Jegyzőkönyv |                       |

| Estádio Municipal de Braga, Braga Játékvezető: Gerald Lehner (osztrák) |

### B csoport
| Csapat      | M | Gy | D | V | G+ | G– | Gk | P |
| ----------- | - | -- | - | - | -- | -- | -- | - |
| Ukrajna     | 3 | 2  | 0 | 1 | 4  | 3  | +1 | 6 |
| Hollandia   | 3 | 1  | 1 | 1 | 3  | 3  | 0  | 4 |
| Olaszország | 3 | 1  | 1 | 1 | 4  | 4  | 0  | 4 |
| Dánia       | 3 | 0  | 2 | 1 | 5  | 6  | –1 | 2 |

| 2006. május 24. 17:15 |

| Ukrajna                             | 2–1               | Hollandia     |
| ----------------------------------- | ----------------- | ------------- |
| Milevszkij 39' (11-esből) Fomin 51' | (1–0) Jegyzőkönyv | Luirink 90+2' |

| Estádio Municipal de Águeda, Águeda Játékvezető: Gerald Lehner (osztrák) |

| 2006. május 24. 19:45 |

| Olaszország                           | 3–3               | Dánia                                  |
| ------------------------------------- | ----------------- | -------------------------------------- |
| Potenza 16' Palladino 61' Bianchi 90' | (1–3) Jegyzőkönyv | Würtz 21' Kahlenberg 33' Andreasen 41' |

| Estádio Municipal de Aveiro, Aveiro Játékvezető: Alon Yefet (izraeli) |

| 2006. május 26. 17:15 |

| Dánia          | 1–1               | Hollandia     |
| -------------- | ----------------- | ------------- |
| Kahlenberg 48' | (0–1) Jegyzőkönyv | Huntelaar 38' |

| Estádio Municipal de Aveiro, Aveiro Játékvezető: Serge Gumienny (belga) |

| 2006. május 26. 19:45 |

| Olaszország     | 1–0               | Ukrajna |
| --------------- | ----------------- | ------- |
| Chiellini 90+3' | (0–0) Jegyzőkönyv |         |

| Estádio Municipal de Águeda, Águeda Játékvezető: Howard Webb (angol) |

| 2006. május 29. 19:45 |

| Hollandia     | 1–0               | Olaszország |
| ------------- | ----------------- | ----------- |
| de Ridder 74' | (0–0) Jegyzőkönyv |             |

| Estádio Municipal de Aveiro, Aveiro Játékvezető: Martin Hansson (svéd) |

| 2006. május 29. 19:45 |

| Dánia          | 1–2               | Ukrajna                  |
| -------------- | ----------------- | ------------------------ |
| Kahlenberg 43' | (1–1) Jegyzőkönyv | Fomin 31' Milevszkij 84' |

| Estádio Municipal de Águeda, Águeda Játékvezető: Alberto Undiano Mallenco (spanyol) |

## Egyenes kieséses szakasz
|  |                       |                       |           |                 |   |           |           |       |
|  | Elődöntők             | Elődöntők             | Elődöntők |                 |   | Döntő     | Döntő     | Döntő |
|  | Elődöntők             | Elődöntők             | Elődöntők |                 |   | Döntő     | Döntő     | Döntő |
|  | június 1.–Braga       |                       |           |                 |   |           |           |       |
|  |                       |                       |           |                 |   |           |           |       |
|  | Franciaország         | Franciaország         | 2         |                 |   |           |           |       |
|  | Franciaország         | Franciaország         | 2         | június 4.–Porto |   |           |           |       |
|  | Hollandia             | Hollandia             | 3         |                 |   |           |           |       |
|  | Hollandia             | Hollandia             | 3         |                 |   | Hollandia | Hollandia | 3     |
|  | június 1.–Aveiro      |                       |           |                 |   | Hollandia | Hollandia | 3     |
|  |                       |                       | Ukrajna   | Ukrajna         | 0 |           |           |       |
|  | Ukrajna               | Ukrajna               | Ukrajna   | Ukrajna         | 0 | 0 (5)     |           |       |
|  | Ukrajna               | Ukrajna               |           |                 |   |           |           |       |
|  | Szerbia és Montenegró | Szerbia és Montenegró | 0 (4)     |                 |   |           |           |       |
|  | Szerbia és Montenegró | Szerbia és Montenegró | 0 (4)     |                 |   |           |           |       |
|  |                       |                       |           |                 |   |           |           |       |

### Elődöntő
| 2006. június 1. 17:15 |

| Franciaország               | 2–3 (h. u.)       | Hollandia                  |
| --------------------------- | ----------------- | -------------------------- |
| Faubert 51' Bergougnoux 85' | (0–2) Jegyzőkönyv | Hofs 6' 107' Huntelaar 38' |

| Estádio Municipal de Braga, Braga Játékvezető: Alberto Undiano Mallenco (spanyol) |

| 2006. június 1. 19:45 |

| Ukrajna                                           | 0–0 (h. u.)    | Szerbia és Montenegró                            |
| ------------------------------------------------- | -------------- | ------------------------------------------------ |
|                                                   | ] Jegyzőkönyv] |                                                  |
| Büntetőpárbaj                                     |                |                                                  |
| Alijev Fomin Csihrinszkij Hodin Jacenko Makszimov | 5–4            | Janković Milijaš Milovanović Basta Lomić Purović |

| Estádio Municipal de Aveiro, Aveiro Játékvezető: Howard Webb (angol) |

### Döntő
| 2006. június 4. 19:45 |

| Hollandia                               | 3–0               | Ukrajna |
| --------------------------------------- | ----------------- | ------- |
| Huntelaar 11' 43' (11-esből) Hofs 90+4' | (2–0) Jegyzőkönyv |         |

| Estádio do Bessa, Porto Játékvezető: Martin Hansson (svéd) |

| A 2006-os U21-es labdarúgó-Európa-bajnokság győztese |
| ---------------------------------------------------- |
| HOLLANDIA 1. cím                                     |

## Gólszerzők
| 4 gólos - Klaas Jan Huntelaar 3 gólos - Thomas Kahlenberg - Nicky Hofs 2 gólos - Bryan Bergougnoux - Ruszlan Fomin - Artem Milevszkij 1 gólos - Leon Andreasen - Rasmus Würtz - Julien Faubert - Yoan Gouffran - Rio Mavuba - Florent Sinama Pongolle - Jérémy Toulalan | 1 gólos - Eugen Polanski - Rolando Bianchi - Giorgio Chiellini - Raffaele Palladino - Alessandro Potenza - Gijs Luirink - Daniël de Ridder - João Moutinho - Branislav Ivanović Öngólos - Bruno Vale (Franciaország ellen) - Zé Castro (Szerbia és Montenegró ellen) |